# Herman Czecz de Lindenwald
Herman Artur Jan Czecz de Lindenwald, baron (ur. 7 lipca 1854 w Białej, zm. 18 listopada 1904 w Kozach) – ziemianin, polityk konserwatywny poseł do austriackiej Rady Państwa.

## Życiorys
Uczył się w gimnazjum w Wiedniu i Zurychu. Następnie studiował w latach 1870-1874 na politechnice w Zurychu oraz na wydziałach prawnym i przyrodniczym uniwersytetu w Wiedniu. Ukończył studia na uniwersytecie w Lipsku gdzie obronił doktorat z filozofii za rozprawę Ein Beitrag zur Frage der Besteuerung des Branntweins wydaną w Wiedniu 1878. Ziemianin, właściciel m.in. dóbr Kobiernice, Kozy, Hałcnowa w pow. bialskim. oraz Cisnej, Dołżycy, Habkowic, Lisznej, Przysłupa, w pow. leskim. Spolszczył nazwisko z Czetsch na Czecz. Wykształcony w dziedzinie rolnictwa, głównie hodowli bydła, już w połowie lat 70. XIX wieku kupił w Kobiernicach od rodziny Tomkowiczów niewielki dwór wraz z zabudowaniami gospodarczymi. Założył tam hodowlę krów rasy czerwonej polskiej którą po 1880 przeniósł ją do Kóz. Pod wpływem swego teścia Stanisława Kluckiego zaangażował się w działalność publiczną. Razem dbali o rozwój wsi Kozy w której wspólnie gospodarowali. Przyczynili się m.in. do budowy szkoły ludowej, oraz powstania Straży Ogniowej i Czytelni Ludowej. Dbał również o rozwój należących do niego majątków w powiecie leskim. Z jego inicjatywy wybudowano m.in. w latach 1900-1904 kolej wąskotorową z Majdanu do Kalnicy. Był także przez pewien czas prezesem oddziału w Białej Towarzystwa Rolniczego w Krakowie.
Konserwatysta, członek stronnictwa stańczyków. W latach 1882–1905 członek Rady Powiatowej w Białej, w 1887 jej wiceprezes, a w latach 1891-1901 prezes. Był także członkiem Wydziału Powiatowego (1883). Był posłem do austriackiej Rady Państwa VII kadencji (31 stycznia 1889 – 23 stycznia 1891) i VIII kadencji (9 kwietnia 1891 – 22 stycznia 1897) wybieranym z kurii IV – gmin wiejskich, w okręgu wyborczym nr 2 (Biała-Żywiec). Pierwszy raz mandat uzyskał w wyborach uzupełniających 30 stycznia 1889 r. po rezygnacji Floriana Ziemiałkowskiego. W IX kadencji (27 marca 1897 – 8 czerwca 1900) i X kadencji (31 stycznia 1901 – 23 września 1903) był wybierany w kurii I - większej własności ziemskiej w okręgu wyborczym nr 2 (Wadowice-Biała–Żywiec-Myślenice). Należał do grupy posłów konserwatywnych w Kole Polskim w Wiedniu. Kazimierz Chłędowski tak go scharakteryzował: był to spolszczony Niemiec spod Oświęcimia, zamożny obywatel, wybornie gospodarujący, znający się jak mało kto na kwestii wywozu świń i mięsa wołowego z Galicji. Czeczowi zachciało się jednak zostać politykiem i naturalnie koniecznie ministrem, a że ma w swoim charakterze niepospolite zasoby jezuityzmu, fałszu i klerykalnych przywar, przeto nie wątpię, że z czasem dojdzie do zamierzonego celu. Za ministerstwa Clarego biedny Czecz był w bardzo trudnym położeniu, z jednej strony bowiem prosił się ministra prezydenta aby jego tytuł barona mógł przejść na brata Karola i tegoż dzieci, z drugiej oczywiście oponował przeciw gabinetowi i wygłaszał gwałtowne na Kole mowy na rząd "znienawidzony". 3 września 1903 zrezygnował z mandatu, w jego miejsce posłem został Michał Bobrzyński.

## Wyróżnienia
W 1898 roku Herman Czecz został przez cesarza Franciszka Józefa uhonorowany tytułem barona. W jego herbie – na znak związku z miejscowością – umieszczony został czarny kozioł. W 1899 roku Rada Miejska w Żywcu nadała mu honorowe obywatelstwo.

## Rodzina i życie prywatne
Pochodził ze spolonizowanej rodziny austriackiej Czetsch de Lindenwald przybyłej do Galicji w początku XIX wieku. Syn starosty przemyskiego Karola Czetscha (1819-1869) i Berty Amali z Humborgów (1831-1881), brat Karola. Ożenił się 23 czerwca 1880 roku ze swoją kuzynką Wilhelminą Augustą Klucką – córką Stanisława i Malwiny, właścicieli dóbr Kozy, z którą miał syna Mariana (1887-1933). Został pochowany w wybudowanej za życia kaplicy-grobowcu na cmentarzu w Kozach.